# پارک هیل (کنتاکی)
پارک هیل (به انگلیسی: Park Hills) شهری در ایالت کنتاکی کشور ایالات متحده آمریکا است که جمعیت آن در سرشماری سال ۲۰۱۰ میلادی، ۲٬۹۷۰ نفر بوده‌است.